# Italian Juniors 2016
Die Italian Juniors 2016 fanden als bedeutendstes internationales Nachwuchsturnier  Italiens im Badminton vom 1. bis zum 3. April 2016 in Mailand statt. Es war die 6. Auflage der Veranstaltung.

## Sieger und Platzierte
| Disziplin    | Gold                                            | Silber                                                | Bronze                                 |
| ------------ | ----------------------------------------------- | ----------------------------------------------------- | -------------------------------------- |
| Herreneinzel | Korakrit Laotrakul                              | Kittipong Imnark                                      | Miha Ivanič                            |
| Herreneinzel | Korakrit Laotrakul                              | Kittipong Imnark                                      | Dimitar Yanakiev                       |
| Dameneinzel  | Manassanan Lerthattasin                         | Piramon Chamnaktan                                    | Réka Madarász                          |
| Dameneinzel  | Manassanan Lerthattasin                         | Piramon Chamnaktan                                    | Sara Peñalver Pereira                  |
| Herrendoppel | Pakin Kuna-Anuvit Natthapat Trinkajee           | Robert Cybulski Paweł Śmiłowski                       | Miha Ivančič Rok Jerčinovič            |
| Herrendoppel | Pakin Kuna-Anuvit Natthapat Trinkajee           | Robert Cybulski Paweł Śmiłowski                       | Michał Kikosicki Adam Szolc            |
| Damendoppel  | Pattaranan Chamnaktan Kwanchanok Sudjaipraparat | Natchpapha Chatupornkarnchana Sanicha Chumnibannakarn | Nika Arih Petra Polanc                 |
| Damendoppel  | Pattaranan Chamnaktan Kwanchanok Sudjaipraparat | Natchpapha Chatupornkarnchana Sanicha Chumnibannakarn | Debora Jille Imke van der Aar          |
| Mixed        | Kittipong Imnark Sanicha Chumnibannakarn        | Pakin Kuna-Anuvit Kwanchanok Sudjaipraparat           | Elias Bracke Lise Jaques               |
| Mixed        | Kittipong Imnark Sanicha Chumnibannakarn        | Pakin Kuna-Anuvit Kwanchanok Sudjaipraparat           | Paweł Śmiłowski Magdalena Świerczyńska |